# La Nuit sacrée
Pour le film homonyme, voir La Nuit sacrée.
La Nuit sacrée est un roman de Tahar Ben Jelloun publié le 1er septembre 1987 et ayant obtenu le prix Goncourt la même année. Ce roman fait suite au roman L'Enfant de sable publié en 1985.

## Historique
Le titre initial du roman était La Nuit du destin, cependant l'éditeur Jean-Marc Roberts a insisté pour le modifier, et obtenu satisfaction. Régulièrement cité pour le prix Goncourt dès juillet 1987, Tahar Ben Jelloun obtient effectivement la récompense — grâce au soutien à l'intérieur de l'Académie Goncourt d'Edmonde Charles-Roux et à celui, intensif à l'extérieur, de Jean-Marc Roberts. Le prix permet au roman de porter ses ventes à 400 000 exemplaires et de passer le million en additionnant toutes ses éditions.

## Résumé
Après avoir enterré son père, la narratrice quitte sa famille, et décide de parcourir le Maroc afin de découvrir son identité en tant que femme. Elle rencontre d'abord un prince, qui l'enlève sur son cheval et l'emmène dans un pays enchanté. Elle commence à le découvrir, mais le conte est interrompu et elle doit fuir. Les passages oniriques, très empreints du monde du conte, sont fréquents dans ce roman. Après avoir quitté le prince, le retour à la vie réelle est brusque pour la narratrice: elle fait une mauvaise rencontre dans un bois, et est violée. 
Elle arrive ensuite à Agadir. En allant au hammam, elle fait la rencontre de l'Assise, la femme qui tient la réception. Celle-ci la prend en pitié et l'invite à venir vivre chez elle. Elle lui demande de tenir compagnie à son frère, le Consul, qui a perdu la vue lorsqu'il était enfant. Il apparaît rapidement qu'il s'agit d'un couple étrange, aux relations presque incestueuses. Le Consul et la narratrice entament une relation. L'Assise ne pouvant le supporter, elle décide de se venger de la jeune fille, et retrouve son oncle, lequel vient jusqu'à Agadir pour l'accuser de mensonge, et de vol de l'héritage familial. La narratrice le tue violemment. 
Envoyée en prison, elle ne manifeste pas le moindre regret de son meurtre, considérant qu'elle n'a fait que réparer l'injustice de la société marocaine. Avec un bandeau sur les yeux, elle s'entraîne à vivre comme une aveugle. Elle s'évade de sa prison par ses rêveries incessantes, où elle devient princesse ou bien sainte. Cependant, elle est aussi agressée par ses sœurs: elles l'ont retrouvée, et lui en veulent toujours d'avoir tenu le rôle aisé du garçon dans leur famille. Lors d'une scène particulièrement barbare, elles lui cousent les lèvres du vagin. Les dernières pages du livre constituent une fin allégorique de l'intrigue: la narratrice est libérée et se rend jusqu'à la mer. Là-bas, elle entre dans une maison blanche, apparue dans la brume. 

## Analyse
Dans L'Enfant de sable de Tahar Ben Jelloun , publié en 1985 , donnait la parole à un conteur, pour narrer l'histoire d'Ahmed, une jeune fille marocaine que son père avait fait passer pour un homme durant toute sa vie, afin de ne pas connaître le déshonneur de ne pas avoir d'héritiers masculins. Dans ce roman complémentaire, Ahmed reprend la parole, se fait conteuse d'elle-même: après la mort de son père, lors de la «nuit sacrée» (la 27e nuit du Ramadan), elle reprend son identité féminine, et décide de partir en laissant tous ses mauvais souvenirs derrière elle. Bien que ces deux romans soient complémentaires, ils peuvent parfaitement se lire isolément. 
Mêlant les faits réels et la magie, Tahar Ben Jelloun développe dans son roman un portrait inédit du Maroc. Les traits les plus durs de la société marocaine y sont représentés: difficulté de la situation de la femme, soumise aux viols et à la domination masculine, problème de la mendicité, crimes de l'État

## Éditions
- Seuil, 1987  (ISBN 2-02-009716-8)
- Seuil, coll. « Points. Roman » no 364, 1989  (ISBN 2-02-010795-3)
- Seuil, coll. « Points » no 113, 1995  (ISBN 2-02-025583-9)
- Dans le volumes Romans, Gallimard, coll. « Quarto », 2017  (ISBN 978-2-07-272034-5)

## Adaptation
Le roman est adapté dans le film franco-marocain La Nuit sacrée réalisé par Nicolas Klotz en 1993. Le scénario est tiré des romans L'Enfant de sable et La Nuit sacrée.